# برانکاس
برانکاس (به لاتین: Brankas) یک روستا در لتونی است که در شهرداری اوزونیکی واقع شده‌است. برانکاس ۹۵۰ نفر جمعیت دارد.